# ياتشيماتا (تشيبا)
مدينة ياتشيماتا (بالإنجليزية: Yachimata)‏ هي إحدى المدن التابعة لولاية تشيبا. تأسست رسميًا في 01/04/1992. ويقدر عدد سكانها بـ 75369 نسمة حسب تقدير مكتب الإحصاء الياباني لعام 2012. تبلغ مساحة ياتشيماتا 74.87 كم2. بكثافة سكانية تبلغ 1007 نسمة/كم2.

## أعلام
- يوشيكي هيراكي
- أكيرا ياماموتو